# Pelidnota thiliezi
Pelidnota thiliezi es una especie de escarabajo del género Pelidnota, familia Scarabaeidae. Fue descrita científicamente por Soula en 2009.
Especie nativa de la región neotropical. Habita en Brasil.